# L'africana (film)
L'africana (Die Rückkehr) è un film del 1990 diretto da Margarethe von Trotta. Il film, coprodotto dalla RAI, fu presentato in concorso alla 47ª Mostra internazionale d'arte cinematografica di Venezia.

## Trama
Victor è un giornalista francese che convive con la tedesca Martha. Un giorno, persuaso da sua moglie, Victor accoglie in casa Anna, l'amica italiana di sua moglie, reduce da una delusione con il suo amante Michel, e Victor se ne innamora.
Martha, sentendosi tradita, decide di partire per il Mali per prestare servizio come medico in un ospedale. Nel frattempo Anna e Victor decidono di sposarsi, ma Anna si sente male e viene ricoverata in ospedale: in fin di vita, inizia a pensare di essere stata vittima di una fattura da parte della ex amica. Anna scrive a Martha, implorandola di tornare per poterle chiedere perdono. Martha torna a Parigi e dopo anni di lontananza, di rancori accumulati e di sensi di colpa inespressi, le due tornano a spiegarsi e a riconciliarsi. Martha torna a stare con Victor: Anna scopre la situazione, ma Martha nel frattempo ha già deciso di ripartire per l'Africa.
Victor decide di partire a sua volta per realizzare un reportage in Africa. Al suo ritorno scopre che le due amiche sono nel frattempo partite insieme per il Mali.